# حمزة الموساوي
حمزة الموساوي (بالفرنسية: Hamza El Moussaoui)‏؛ (من مواليد 7 أبريل 1993) هو لاعب كرة قدم محترف مغربي يلعب كظهير أيسر لفريق نادي النهضة البركانية ومنتخب المغرب.

## مسيرته

#### مع الأندية
بدأ الموساوي مسيرته كأحد شبان فريق المغرب التطواني. ثم انتقل إلى نادي الجيش الملكي لموسم 2019-20 على سبيل الإعارة، قبل أن يعود إلى المغرب التطواني.
في أغسطس 2021 انتقل حمزة إلى نادي النهضة البركانية لمدة موسمين.

#### مسيرته الدولية
مثّل الموساوي المنتخب المغربي في حملته للفوز باللقب في بطولة أمم إفريقيا 2020 للمحليين، حيث شارك في جميع المباريات الست وسجل هدفا واحداً.

## إحصائيات

### دولية
النتائج والقوائم تسجل تظهر حصيلة الأهداف مع منتخب المغرب أولاً.
| عدد | تاريخ         | مكان                                 | الخصم  | سجل الأهداف | نتيجة | البطولة                |
| --- | ------------- | ------------------------------------ | ------ | ----------- | ----- | ---------------------- |
| 1.  | 16 يناير 2021 | ملعب إعادة التوحيد، دوالا، الكاميرون | أوغندا | 3-1         | 5-2   | بطولة امم افريقيا 2020 |

## وصلات خارجية
- حمزة الموساوي  على سكروي؛
- حمزة الموساوي على موقع MATFoot؛
- حمزة الموساوي على موقع FootballDatabase.eu